# Вильгельм (герцог Курляндии)
Вильгельм Кетлер (нем. Wilhelm Kettler; 20 июня 1574, Митава — 7 апреля 1640, Кукулово) — герцог Курляндии и Семигалии, младший сын первого курляндского герцога Готхарда Кетлера и отец самого выдающегося правителя из династии Якоба Кетлера.

## Биография
Родителями его были герцог Курляндии Готхард Кетлер и его жена Анна, до замужества Анна Мекленбург-Гюстровская. Первые годы мальчик провёл в Рижском замке, откуда семья в 1578 году переехала в Селпилс, а затем в Голдинген.
В 1587 году после смерти отца стал править западной (Курляндия) частью герцогства со столицей в Голдингене, в то время как восточной частью (Семигалия) со столицей в Селпилсе правил его старший брат Фридрих.
С 1590 года Вильгельм учился в университете в Ростоке.
Во время Польско-шведской войны в 1603 году Вильгельм созвал в Ауце войско своих подданных для нападения на шведские войска, однако выступать не решился, объяснив это впоследствии «учебной тревогой» и проверкой лояльности.
5 января 1609 года женился на Софии, дочери Альбрехта Фридриха, герцога Пруссии и Марии Элеоноры Юлих-Клеве-Бергской, получив за ней в приданое ранее заложенный его отцом за 50 тысяч гульденов Гробин.
28 октября 1610 года София родила мальчика, получившего имя Якоб, а 24 ноября скончалась.
Развивал экономику Курляндии, придерживаясь политики меркантилизма. При нем в Эдоле была построена крупная металлургическая мануфактура, а в Виндаве — кораблестроительная верфь. Его начинания впоследствии продолжил и развил сын.
Когда в 1611 году Польско-литовский сейм принял решение о присоединении Пилтенского округа к Инфлянтскому воеводству, Вильгельм резко воспротивился этому, вступив в союз с герцогом Померании Филиппом Юлием. В ноябре 1613 года он устроил союзнику торжественную встречу в Голдингене.
В 1615 году на созванное в Ауце заседание ландтага вместо герцога Фридриха явился Вильгельм, предложивший перенести ландтаг в Митаву. Однако там между курляндским рыцарством и герцогом возник конфликт, в результате чего по приказу Вильгельма были убиты братья Магнус и Готхард Нольде, из дворянской оппозиции.
Из-за этого конфликта 4 апреля 1617 года собравшийся в Скрундском замке Курляндский ландтаг постановил отнять у Вильгельма герцогский титул и изгнать его из страны. Это решение утвердил король Польши Сигизмунд III Ваза. Единоличным правителем герцогства стал Фридрих фон Кетлер.
Вильгельм нашёл пристанище при дворе герцогов Померании в Штеттине и в 1628 году получил от герцога Богислава XIV приход Кукулово. Вильгельм смог восстановить герцогский титул только после смерти Сигизмунда III, в 1632 году, при условии, что он не возвратится в Курляндию. В противном случае Речь Посполитая отказывалась признать права его сына на престол.
Вильгельм умер 7 апреля 1640 года в Кукулово.
В 1642 году его сын герцог Якоб повелел перевезти прах отца в семейную усыпальницу в Митаву, где он и нашёл последний приют 23 февраля 1643 года.

## Семья
Жена — София Прусская (1582—1610), дочь Альбрехта Фридриха, герцога Пруссии. Умерла вскоре после родов и была похоронена в подвале замка в Голдингене, в 1643 году её сын Якоб перенес её останки в герцогскую усыпальницу в Митаву. Старшая сестра Софии, Анна (1576—1625), была замужем за Бранденбургским курфюрстом и регентом Пруссии Иоганном Сигизмундом (1572—1619). В этом союзе родилась Мария Элеонора, которая вышла замуж за шведского короля Густава II Адольфа Вазу. Таким образом, будущая королева Швеции приходилась двоюродной сестрой герцогу Якобу, когда Швеция должна была выплачивать контрибуцию Курляндии за нанесённый во время Шведско-Польской войны ущерб в размере 18 тысяч польских флоринов.
Старший сын Якоб (1610—1682) с 1638 года был соправителем своего дяди Фридриха и наследовал ему после его смерти в 1642 году.